# Bazardüzü
Le mont Bazardüzü (en azéri : Bazardüzü Dağı ; en russe : Базардюзю, Bazardiouziou) est une montagne du Grand Caucase située sur la frontière entre la Russie (Daghestan) et l'Azerbaïdjan. Il culmine à 4 466 m d'altitude et constitue le plus haut sommet d'Azerbaïdjan. Le point le plus méridional de la Russie est également situé à proximité.

## Étymologie

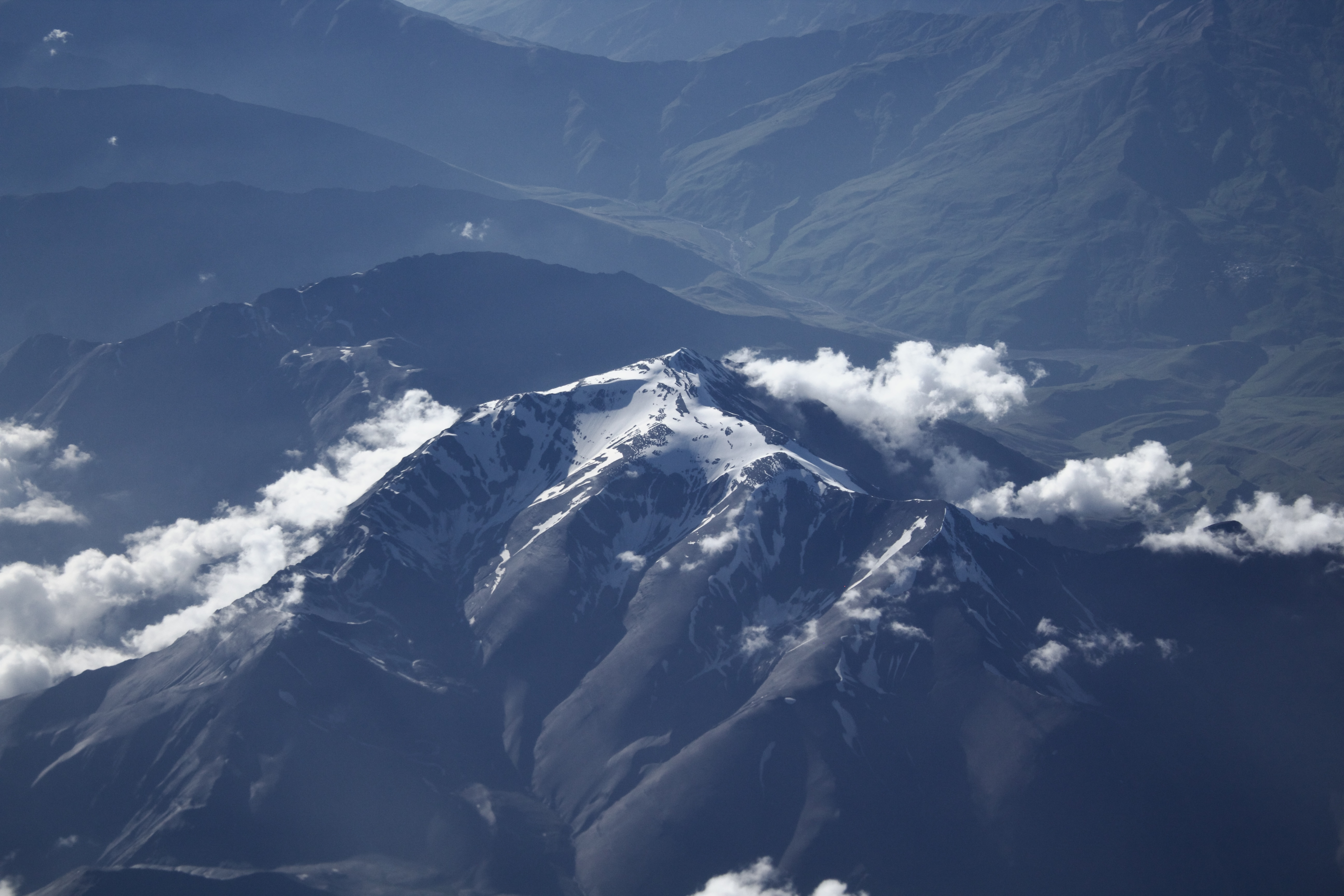
Vue aérienne du mont Bazardüzü

En azéri, Bazardüzü signifie « zone de marché », plus précisément comme un repère spécifique : « se tourner vers le marché, le bazar ». En effet, dans l'Antiquité et au Moyen Âge, il y avait chaque année dans la vallée de Chahnabad, située à l'est de ce pic, de grandes foires multinationales. Elles réunissaient des commerçants et des consommateurs en particulier proches du Caucase oriental — Khynalyg, Kryz, Buduhtsy, Lezgins, Rutuls, Tchakhurs, Avars, Laks, Darguin, Koumyk, Nogai, Azéris — ainsi que des Géorgiens, des Arméniens, des Arabes, des Juifs, des Perses et des Indiens. Le mont Bazardüzü dominait les sommets voisins et était visible de loin. Quand se présentait un mur de glace face à la caravane, ils savaient qu'ils devaient bifurquer vers la gauche.
Les Lezgins locaux appellent la montagne Kitchensuv, ce qui signifie « montagne de la peur »[réf. souhaitée].

## Ascension
L'été est considéré comme la période la plus appropriée pour le gravir. Il y a deux approches possibles : une du nord-est et une autre du sud-ouest. Les ascensions par le nord-est peuvent commencer à partir des villages de Khinalig (région de Gouba) et Laza (région de Gousar). L'approche sud-ouest commence à partir du centre régional de Gabala, soit depuis Laza, soit depuis Gamarvan. La plaine inondable de la rivière Yatoukhdara (Yatuxdərə) est le point de départ du sommet à 2 800 m,.